# Vlijmen
Pour les articles homonymes, voir Vlijmen (homonymie).

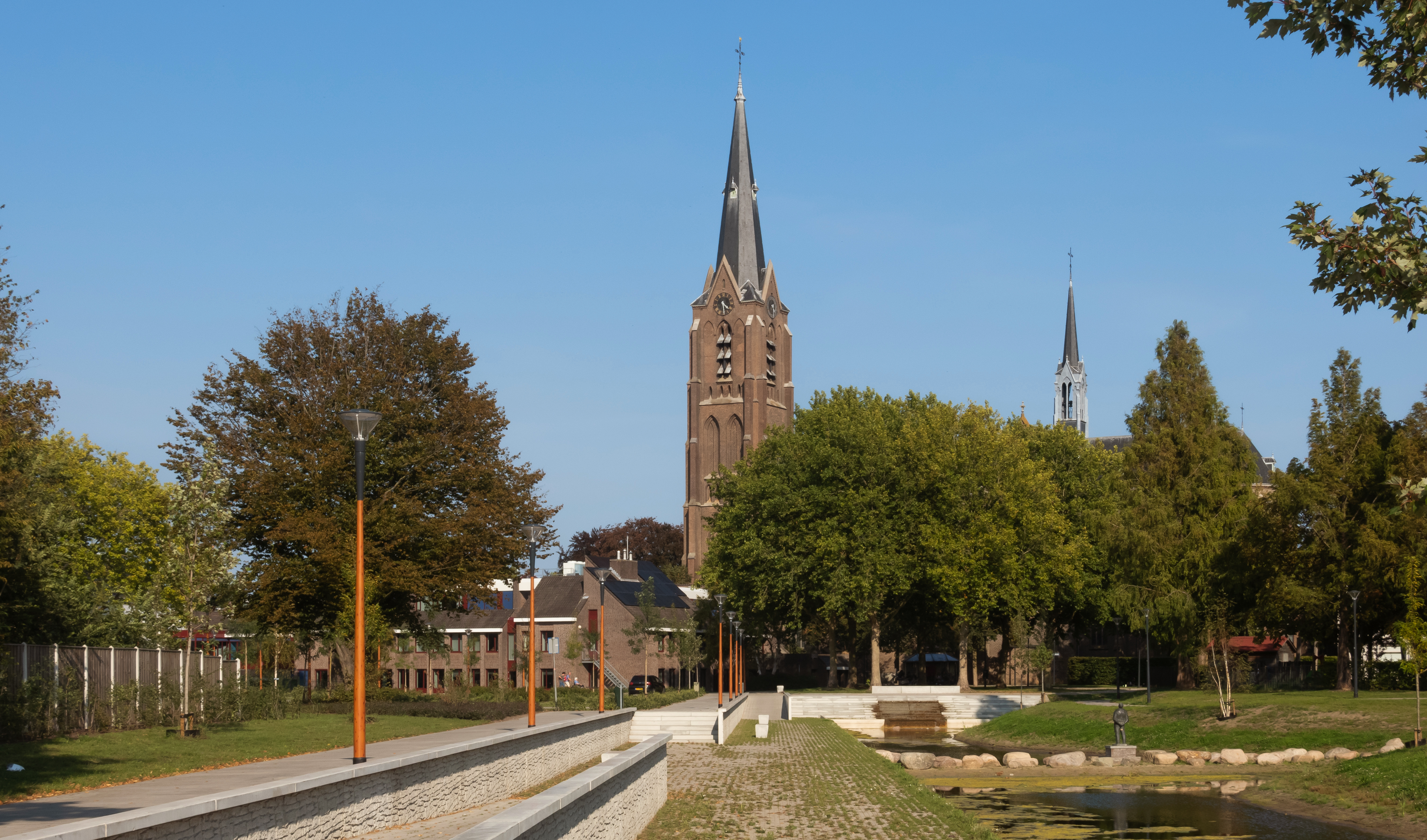
L'église: la Sint Jan Geboortekerk depuis le Van Greunsvenpark

Vlijmen est un village situé dans la commune néerlandaise de Heusden, dans la province du Brabant-Septentrional. Le 1er janvier 2008, le village comptait 14 043 habitants.

## Histoire
Au Haut Moyen Âge, les droits sur Vlijmen étaient entre les mains du seigneur de Heusden, vassal du duc de Brabant. Ce dernier vendit les droits seigneuriaux aux comtes de Hollande en 1334, de sorte que Vlijmen devint une partie du comté de Hollande.
Vlijmen resta largement catholique après la Réforme.
Vlijmen possédait un collège d'échevins sous l'Ancien Régime.
Vlijmen a été érigée en commune en 1821, après le démembrement de la commune de Vlijmen en Engelen. En 1935, les communes de Hedikhuizen et Nieuwkuijk lui sont rattachées. Le 1er janvier 1997, la commune de Vlijmen est rattachée à la commune de Heusden.
En 1849, les Sœurs de JMJ arrivèrent à Vlijmen. Elles fondèrent un monastère dans la Julianastraat et fondèrent également une école de filles. Le monastère a été aboli.